# 緒川りお
緒川 りお（おがわ りお、1993年3月15日 - ）は、日本の元AV女優。

## 略歴
青森県出身。2013年2月、エスワンから専属でAVデビュー。デビュー作は、DMMアダルトアワード2014においてレンタル部門の最優秀作品賞を受賞。
趣味は、ショッピング・カラオケ。
記憶力は「上書き保存型」とインタビューで語っている。

## 作品

### アダルトビデオ
2013年
- 新人NO.1 STYLE スター候補生（2月7日、エスワン）
- エッチな本心を隠し切れない初体験4本番（3月7日、エスワン）
- 妄想スペシャル もしも緒川りおが○○だったら…（4月7日、エスワン）
- オール顔射、絶対お掃除!!（5月7日、エスワン）
- 僕の彼女は緒川りお -彼氏目線で2人きりの温泉旅行- （6月7日、エスワン）
- 交わる体液、濃密セックス（7月7日、エスワン）
- 恥じらいのお漏らし（8月7日、エスワン）
- 犯された女子校生 裏切られた純愛（9月7日、エスワン）
- バコバコ風俗NO.1指名 4時間スペシャル（10月7日、エスワン）
- すっぴんだよ（11月7日、エスワン）
- 精子ちょうだい（12月7日、エスワン）

2014年
- セーラー服捜査官 汚された純白（1月7日、エスワン）
- デビュー1周年記念 8時間スペシャル「いつまでも変わらない君が好き」（2月7日、エスワン）※総集編
- 挿れッパ!! 大好きなアングルを選んでヌケる実用的挿入シーン長回し作品（3月7日、エスワン）
- おじいちゃん大好き!（4月7日、エスワン）
- 巨根ズボズボ（5月7日、エスワン）
- 体内汁ダラダラ（6月7日、エスワン）
- ジュルジュルべろべろ全身リップ（7月7日、エスワン）
- イラマチオ奴隷志願 同僚の足を引っ張る野暮なOLは、優秀な口便器（8月7日、エスワン）
- 生出し解禁4本番（9月7日、エスワン）
- 緒川りお 10本番（10月7日、エスワン）※総集編
- 若妻性奴隷陵辱調教（10月16日、マキシング）
- 痴漢願望の女 プライドを汚され感じてしまった美人OL（11月7日、エスワン）
- りおと同棲ズボズボ性活（12月7日、エスワン）

2015年
- 緒川りおがイクときの絶叫（1月7日、エスワン）
- ラブキモメン（2月7日、エスワン）
- 生理が始まる2日前のセックス（3月7日、エスワン）
- 秘密捜査官の女 打ち砕かれた復讐心（4月7日、エスワン）
- 絞められ願望 イクまで首絞めをやめないで（5月7日、エスワン）
- 宴会コンパニオン（6月7日、エスワン）
- 濡れてる体質～汗かきOLの悩み～（7月7日、エスワン）
- 緒川りおとノーパンノーブラデート（8月7日、エスワン）
- 売春キャビンアテンダント（9月7日、エスワン）
- 美乳がチラリ（10月7日、エスワン）
- いいなり公然わいせつ（11月7日、エスワン）
- 緒川りおS1ギリモザ8時間（11月19日、エスワン）
- 下着モデルをさせられて･･･（12月7日、エスワン）

2016年
- キモメン輪姦シェアハウス(1月7日、エスワン)
- 恥辱の教育実習生10(2月7日、アタッカーズ)
- 声を出せない私10 封じられた悲鳴(3月7日、アタッカーズ)
- 夫の目の前で犯されて― 狂獣の花嫁(4月7日、アタッカーズ)
- 貞操帯の女21(5月7日、アタッカーズ)
- 輪姦餌食2(6月7日、アタッカーズ)
- 緒川りお全97本番エスワン12時間コンプリートBEST(6月19日、エスワン)
- 女子大生監禁調教 淫らな私にお仕置きを…。(7月7日、アタッカーズ)
- 狂い咲きレイプ 犯された花嫁(8月7日、アタッカーズ)
- 哀欲の緊縛未亡人(9月7日、アタッカーズ)
- 脱獄者(10月7日、アタッカーズ)
- 奴隷ソープに堕とされた女教師9(11月13日、アタッカーズ)
- kawaii*10周年SPECIAL 3メーカー特別コラボ企画 さくらゆら×小島みなみ×緒川りお 夢の美少女ハーレム 超VIPセックス3時間(12月25日、kawaii*)

2017年
- 電撃移籍＆一般ユーザー初解禁 緒川りお ファン感謝祭5本番8コーナー4時間SP(2月7日、kawaii*)
- ATTACKERS PRESENTS THE BEST OF 緒川りお(3月7日、アタッカーズ)
- 超濃厚キモメン汁 ぶっかけ＆ごっくん大量ザーメンスペシャル 緒川りお（4月7日、kawaii*）
- いじめっ娘JKの杭打ち騎乗位中出し 緒川りお（5月13日、ワンズファクトリー）
- 彼氏がいるのに誘惑おしゃぶり女子校生 4 緒川りお（5月25日、プレミアム）
- 乳首をイジる度にギンギンに膨張するドMチ●ポで理性崩壊しアヘアヘ痙攣絶頂する淫乱チクビッ痴！！ 緒川りお（6月1日、乱丸）
- クラスで一番の生意気JKギャル 絶対妊娠×種付けプレス！！ 緒川りお（6月1日、kira☆kira）
- 時間無制限！発射無制限！M男専用超高級中出し淫語ソープ 緒川りお（6月7日、痴女ヘブン）
- 寝取られ媚薬病棟 緒川りお（6月13日、ダスッ!）
- ふたりとあそぼ。JKふたりと中出し援交逆3P 緒川りお 心花ゆら（6月13日、ワンズファクトリー）
- クラスの陰キャ達が集まる部屋に階級上位グループのイケメンがキモイと嫌がるセフレギャルをお化け屋敷感覚で連れてきた 緒川りお（7月25日、ムーディーズ）
- 子作りはご奉仕の一環 妊娠OK美少女メイド 緒川りお（8月19日、ワンズファクトリー）
- 引退 最初で最後の大乱交ぶっかけ・ごっくん・中出し全50発 惜別ザーメンスペシャル150分 緒川りお（10月13日、kawaii*）

### 写真集
- 卒業旅行（2013年6月、リイド社、撮影：小塚毅之）ISBN 978-4845844050

### モデル
- スーパー・ポーズブック ヌード編2〈コスミック・アート・グラフィック〉（2013年4月19日、コスミック出版、監修：島本耕司）ISBN 978-4774790954